# Matrimonio igualitario en Suecia
El matrimonio igualitario en Suecia entró en vigor el 1 de mayo de 2009, siendo el séptimo país del mundo en legalizarlo. La ley contó con el apoyo de seis de los siete partidos que poseen representación parlamentaria. La oposición, encabezada por el Partido Socialdemócrata, también apoyó la medida, al igual que la iglesia de Suecia, mayoritaria del país. Las uniones civiles existentes se mantienen válidas, y pueden convertirse en un matrimonio si las partes así lo desean, ya sea a través de una solicitud por escrito o por medio de una ceremonia formal. Nuevas uniones civiles ya no pueden ser celebradas.
El 22 de octubre de 2009, la junta de gobierno de la Iglesia de Suecia, votó por 176 a favor y 62 en contra, para permitir que sus sacerdotes puedan casar parejas del mismo sexo en ceremonias. Los matrimonios entre personas del mismo sexo son llevados a cabo por la Iglesia desde el 1 de noviembre de 2009.

## Historia

### Unión civil
En 1987 se aprobó una ley que definía el matrimonio como la unión de un hombre con una mujer. Esta ley no impedía, sin embargo, la creación de una ley para las parejas del mismo género, que fue aprobada en 1995. Fue el tercer país en reconocer legalmente este tipo de uniones, luego de Dinamarca y Noruega.
Dio amplia gama de protecciones, responsabilidades y beneficios similares al matrimonio, incluyendo la adopción conjunta, desde 2003, y acuerdos para la ruptura de la relación solamente disponible para las parejas del mismo sexo. En la fertilización in vitro para las parejas de lesbianas se permitieron en 2005. Los ciudadanos extranjeros que residan en Suecia también tienen derecho a contraer una unión civil desde el año 2000.
La principal distinción entre la unión civil y el matrimonio era que estaban cubiertos por leyes distintas, y que las parejas del mismo sexo eran un asunto solamente civil, que no podía llevarse a cabo a través de la autoridad de la iglesia. Muchos se quejaron de esta desigualdad, pidiendo una ley de matrimonio neutral al género.
Suecia también tiene una diferente y más limitada Common-law marriage para las parejas no casadas, tanto del sexo opuesto como del mismo sexo. De 1988 a 2003, hubo dos leyes diferentes, una para parejas de distinto sexo y otra para parejas del mismo sexo, que ahora están unidas en una sola ley. El Common-law marriage también está abierto a los extranjeros.

### Matrimonio
En 2004 el Riksdag, creó una comisión encabezada por Hans Regner, exprocurador general de justicia, para investigar la posibilidad de extender el derecho al matrimonio a las parejas del mismo sexo. Finalmente la comisión presentó en marzo de 2007 sus conclusiones, donde se instó a la reforma de la ley de matrimonio incluyendo en ésta la definición del matrimonio con género neutro. Así mismo, expuso que la ley de unión civil de Suecia había quedado desfasada y recomendó su abolición pasando automáticamente todas las parejas inscritas en ésta a constituirse en matrimonios. Además se recomendó que las organizaciones religiosas implantadas en el país tuvieran la opción de bendecir o no estos matrimonios. La comisión también recomendó poner en marcha estas medidas el 1 de enero de 2008.
Seis de los siete partidos políticos del parlamento nacional estaban a favor de dicha reforma. Estos fueron el Partido de la Izquierda, los Verdes, el Partido Socialdemócrata, el Partido Popular Liberal, los Moderados y el Partido del Centro. Los Demócratas Cristianos se opuso a la idea, mientras que los Moderados y Liberales firmaron su apoyo en el Congreso del Partido en 2007. La mayoría de los suecos aprobaban el matrimonio entre personas del mismo sexo, pero había una fuerte oposición de parte de las organizaciones religiosas y otros grupos "orientados a la familia".
La Ministra de Justicia, Beatrice Ask, reaccionó positivamente cuando la comisión presentó sus conclusiones. También estuvo a favor el líder de los Moderados y primer ministro, Fredik Reinfeldt, que ya había apoyado en 1994 la unión civil, aun cuando su partido estaba posicionado en contra. 
El líder del Partido Socialdemócrata, dijo que iba a presentar un proyecto de ley en el parlamento si el gobierno no podía unirse en torno a la cuestión. A principios de octubre de 2007, los Verdes, Partido de la Izquierda y el Partido Socialdemócrata dijeron que unirían sus fuerzas para presentar una moción en el parlamento para legalizar el matrimonio del mismo sexo.
El 27 de octubre de 2007, los Moderados formalmente respaldaban los matrimonios entre personas del mismo sexo, lo que significó que los Demócratas Cristianos serían el único partido que se oponía a la ley. Göran Hägglund, el líder de los Demócratas Cristianos, dijo en la radio sueca: "La posición que me ha encargado el partido es argumentar que el matrimonio es entre hombres y mujeres. ... Cuando lo discutimos entre los partidos, estamos naturalmente, abiertos y sensibles a cada uno de los argumentos de los demás y veremos si podemos encontrar una línea que nos permita estar de acuerdo." A pesar de esto dos importantes políticas dentro del partido, Nina Ekelund y Carina Liljesands, dieron su apoyo al matrimonio entre personas del mismo sexo.
Los informes indicaron que el Gobierno presentaría su proyecto de ley de matrimonio entre personas del mismo sexo a principios de 2008, sin embargo, aún tenía que proponer un proyecto. Esto fue probablemente debido a la oposición de los Demócratas Cristianos desde dentro de la coalición formada por cuatro partidos de centro-derecha en el gobierno. Después de que las negociaciones se rompieran a finales de octubre de 2008, el gobierno se dispuso a presentar un proyecto de ley dando libertad de voto.
El 21 de enero de 2009, un proyecto de ley fue presentado en el Riksdag para que el concepto legal de matrimonio fuera neutral al género. La ley fue aprobada el 1 de abril y entró en vigor el 1 de mayo. El proyecto fue apoyado por todas las partes excepto los Demócratas Cristianos. Fue aprobada con 261 votos a favor, 22 votos en contra y 16 abstenciones.
| Partido                     | Posicionamiento sobre la ley         | Número de escaños en el Riksdag | Situación en el Riksdag           |
| Partido socialdemócrata     | A favor                              | 130                             | Oposición                         |
| Partido Moderado            | A favor (15 abstenciones)            | 97                              | Líder del gobierno                |
| Partido Centrista           | A favor (un diputado votó en contra) | 29                              | Socio de la coalición de gobierno |
| Partido Popular Liberal     | A favor                              | 28                              | Socio de la coalición de gobierno |
| Partido Demócrata Cristiano | En contra (21), una abstención       | 24                              | Socio de la coalición de gobierno |
| Partido de la Izquierda     | A favor                              | 22                              | Oposición                         |
| Partido Verde               | A favor                              | 19                              | Oposición                         |

## Iglesia de Suecia
El 12 de diciembre de 2007, la Iglesia de Suecia dio luz verde a las parejas del mismo sexo para casarse en la iglesia, pero solo recomendaba el término matrimonio a las parejas del sexo opuesto. Se preguntó al Gobierno por su opinión sobre el asunto antes de la introducción de la legislación a principios de 2008. En un comunicado la iglesia afirmó: "El matrimonio y las asociaciones (entre personas del mismo sexo) son formas equivalentes de uniones. Por lo tanto la Junta Central de la Iglesia de Suecia apoya la propuesta de unirse la legislación del matrimonio y de las uniones civiles en una sola ley". El Arzobispo de Suecia, Anders Wejryd, se mostró dispuesto a que la iglesia sueca oficiara este tipo de uniones, introduciendo dos cláusulas, que la iglesia reservaría la palabra matrimonio para parejas heterosexuales y la posibilidad de objeción de oficiar estas uniones a los sacerdotes que estuvieran en contra de la ley.
Las organizaciones de defensa de los derechos LGBT, vieron estas cláusulas como la perpetuación de una situación discriminatoria. La Junta de Diputados Judíos de Suecia por su parte ha manifestado que también está de acuerdo en la realización de estos matrimonios para la comunidad judía.
El 22 de octubre de 2009, la asamblea de la Iglesia Luterana de Suecia votó claramente a favor de dar su bendición a los matrimonios entre personas del mismo sexo, incluyendo el uso del término matrimonio. Es la mayor iglesia en Suecia en tomar esta posición respecto al matrimonio entre personas del mismo sexo. El arzobispo de Uppsala, Anders Wejryd comentó que estaba satisfecho con la decisión. Las segunda y el tercer denominaciones cristianas más grandes en el país, la Iglesia católica y los Pentecostales, comentaron que estaban "decepcionados" por la decisión de la Iglesia de Suecia.

## Opinión pública
Una encuesta del eurobarómetro realizada en 2006 reveló que Suecia era el segundo país tras Países Bajos, donde el matrimonio entre personas del mismo sexo tenía más aceptación, con un 71%; asimismo, las adopciones por parte de estas parejas eran respaldadas por un 51%.
Otra encuesta realizada en 2009 por la televisión sueca entre pastores de la iglesia de Suecia revela que el 68% de ellos están a favor de los matrimonios entre personas del mismo sexo y que oficiarían tales uniones. Un 21%, en cambio, se mostraba desfavorable.